# Endre Kelemen
Endre Kelemen (Hungría, 5 de diciembre de 1947) es un atleta húngaro retirado especializado en la prueba de salto de altura, en la que consiguió ser campeón europeo en pista cubierta en 1975.

## Carrera deportiva
En el Campeonato Europeo de Atletismo en Pista Cubierta de 1975 ganó la medalla de plata en el salto de altura, con un salto por encima de 2.19 metros, tras el checoslovaco Vladimír Malý (oro con 2.21 metros) y por delante del sueco Rune Almén (bronce también con 2.19 metros pero en menos intentos).